# Kedongdong
Kedongdong is een bestuurslaag in het regentschap Cirebon van de provincie West-Java, Indonesië. Kedongdong telt 7814 inwoners (volkstelling 2010).